# Liemeer
Liemeer (uitspraakⓘ) is een voormalige gemeente in de Nederlandse provincie Zuid-Holland. De gemeente telde 6883 inwoners (2006, bron: CBS) en had een oppervlakte van 30,01 km² (waarvan 2,70 km² water).
Liemeer ontstond uit een samenvoeging van de gemeenten Nieuwveen en Zevenhoven, samen met de buurtschap Vrouwenakker, die tot dan toe tot de provincie Utrecht en de gemeente Mijdrecht behoorde. Aanvankelijk hield die gemeente de naam Nieuwveen, maar vanaf 1991 werd de naam Liemeer gehanteerd en op 1 januari 1994 is die nieuwe naam officieel geworden.
Na de fusie op 1 januari 1991 was J.G. Huigsloot (vanaf 1982 burgemeester van Zevenhoven) de burgemeester maar eind 1993 werd deze opgevolgd door N.C. Barendregt die zou aanblijven tot de gemeente Liemeer op 1 januari 2007 samenging met Ter Aar en Nieuwkoop onder de naam Nieuwkoop.

## Kernen van de voormalige gemeente
Nieuwveen (gemeentehuis), Noordeinde, Noordsedorp, Vrouwenakker en Zevenhoven.